# Jean-Charles Laurendeau
Jean-Charles Laurendeau est un homme politique français né le 4 août 1749 à Chauny (Aisne) et décédé le 12 juin 1827 à Amiens (Somme).
Avocat à Amiens, il est élu député du tiers-état pour le bailliage d'Amiens en 1789. Conseiller à la cour impériale d'Amiens sous le Premier Empire, il est député de la Somme en 1815, pendant les Cent-Jours.

## Sources
- « Jean-Charles Laurendeau », dans Adolphe Robert et Gaston Cougny, Dictionnaire des parlementaires français, Edgar Bourloton, 1889-1891 [détail de l’édition]